# 1. ŽNL Vukovarsko-srijemska 2010./11.
Prvenstvo se igralo dvokružno. Ligu je osvojio NK Bedem Ivankovo. U novoformiranu Međužupanijsku ligu Osijek – Vinkovci se plasiralo 5 klubova: NK Bedem Ivankovo, NK Nosteria Nuštar, NK Jadran Gunja, NK Vuteks Sloga Vukovar i HNK Vupik Vukovar, dok je u 2. županijsku nogometnu ligu Vukovarsko-srijemske županije ispao NK Borac Retkovci.

## Tablica
| Mj. | Klub                              | Sus. | Pobj. | Nerj. | Por. | GR.    | Bod.       |
| --- | --------------------------------- | ---- | ----- | ----- | ---- | ------ | ---------- |
| 1.  | NK Bedem Ivankovo                 | 34   | 24    | 5     | 5    | 84:21  | 77         |
| 2.  | NK Nosteria Nuštar                | 34   | 22    | 10    | 2    | 95:23  | 76         |
| 3.  | NK Jadran Gunja                   | 34   | 22    | 8     | 4    | 74:23  | 74         |
| 4.  | NK Vuteks Sloga Vukovar           | 34   | 18    | 7     | 9    | 80:50  | 61         |
| 5.  | HNK Vupik Vukovar                 | 34   | 17    | 10    | 7    | 66:36  | 61         |
| 6.  | NK Zrinski Bošnjaci               | 34   | 16    | 5     | 13   | 72:61  | 53         |
| 7.  | NK Mladost Privlaka               | 34   | 14    | 6     | 14   | 58:62  | 48         |
| 8.  | NK HAŠK Sokol Stari Jankovci      | 34   | 13    | 7     | 14   | 75:65  | 46         |
| 9.  | NK Hajduk Tovarnik                | 34   | 14    | 4     | 16   | 61:65  | 46         |
| 10. | NK Tomislav Cerna                 | 34   | 12    | 8     | 14   | 60:53  | 44         |
| 11. | NK Mladost Vođinci                | 34   | 12    | 5     | 17   | 64:81  | 40 (-1) ↓1 |
| 12. | NK Borac Drenovci                 | 34   | 11    | 7     | 16   | 57:84  | 40         |
| 13. | NK Frankopan Rokovci-Andrijaševci | 34   | 9     | 11    | 14   | 35:52  | 38         |
| 14. | NK Vrbanja                        | 34   | 10    | 8     | 16   | 48:68  | 38         |
| 15. | NK Slavonac Gradište              | 34   | 10    | 7     | 17   | 45:64  | 37         |
| 16. | NK Lipovac                        | 34   | 9     | 7     | 18   | 48:72  | 34         |
| 17. | NK Sloga Borovo                   | 34   | 6     | 4     | 24   | 37:117 | 22         |
| 18. | NK Borac Retkovci                 | 34   | 5     | 5     | 24   | 47:109 | 20         |

## Rezultati
| NK Nosteria Nuštar - NK Slavonac Gradište 3:0 NK HAŠK Sokol Stari Jankovci - NK Borac Retkovci 10:0 NK Sloga Borovo - NK Mladost Vođinci 1:3 NK Vrbanja - NK Mladost Privlaka 2:2 NK Vuteks-Sloga Vukovar - NK Lipovac 5:2 ↓2 NK Hajduk Tovarnik - HNK Vupik Vukovar 1:1 NK Frankopan Rokovci-Andrijaševci - NK Tomislav Cerna 2:0 NK Bedem Ivankovo - NK Zrinski Bošnjaci 2:3 NK Jadran Gunja - NK Borac Drenovci 5:0      | NK Slavonac Gradište - NK Borac Drenovci 2:0 ↓3 NK Zrinski Bošnjaci - NK Jadran Gunja 1:3 NK Tomislav Cerna - NK Bedem Ivankovo 0:0 HNK Vupik Vukovar - NK Frankopan Rokovci-Andrijaševci 4:0 NK Lipovac - NK Hajduk Tovarnik 2:0 NK Mladost Privlaka - NK Vuteks-Sloga Vukovar 1:1 NK Mladost Vođinci - NK Vrbanja 5:1 NK Borac Retkovci - NK Sloga Borovo 8:1 NK Nosteria Nuštar - NK HAŠK Sokol Stari Jankovci 3:0             | NK HAŠK Sokol Stari Jankovci - NK Slavonac Gradište 5:2 NK Sloga Borovo - NK Nosteria Nuštar 0:1 ↓4 NK Vrbanja - NK Borac Retkovci 2:1 NK Vuteks-Sloga Vukovar - NK Mladost Vođinci 3:3 NK Hajduk Tovarnik - NK Mladost Privlaka 4:1 NK Frankopan Rokovci-Andrijaševci - NK Lipovac 0:0 NK Bedem Ivankovo - HNK Vupik Vukovar 1:0 NK Jadran Gunja - NK Tomislav Cerna 1:0 NK Borac Drenovci - NK Zrinski Bošnjaci 3:1                        |
| NK Slavonac Gradište - NK Zrinski Bošnjaci 2:1 NK Tomislav Cerna - NK Borac Drenovci 2:2 HNK Vupik Vukovar - NK Jadran Gunja 1:0 NK Lipovac - NK Bedem Ivankovo 1:2 NK Mladost Privlaka - NK Frankopan Rokovci-Andrijaševci 3:3 NK Mladost Vođinci - NK Hajduk Tovarnik 4:0 NK Borac Retkovci - NK Vuteks-Sloga Vukovar 2:6 NK Nosteria Nuštar - NK Vrbanja 2:0 NK HAŠK Sokol Stari Jankovci - NK Sloga Borovo 4:0          | NK Sloga Borovo - NK Slavonac Gradište 2:2 NK Vrbanja - NK HAŠK Sokol Stari Jankovci 2:2 NK Vuteks-Sloga Vukovar - NK Nosteria Nuštar 0:2 ↓5 NK Hajduk Tovarnik - NK Borac Retkovci 3:0 NK Frankopan Rokovci-Andrijaševci - NK Mladost Vođinci 3:0 NK Bedem Ivankovo - NK Mladost Privlaka 4:0 NK Jadran Gunja - NK Lipovac 2:1 NK Borac Drenovci - HNK Vupik Vukovar 1:1 ↓5 NK Zrinski Bošnjaci - NK Tomislav Cerna 1:2          | NK Nosteria Nuštar - NK Hajduk Tovarnik 2:1 NK Mladost Privlaka - NK Jadran Gunja 2:0 HNK Vupik Vukovar - NK Zrinski Bošnjaci 3:2 NK HAŠK Sokol Stari Jankovci S. Jankovci - NK Vuteks-Sloga Vukovar 3:0 NK Borac Retkovci - NK Frankopan Rokovci-Andrijaševci 0:4 NK Sloga Borovo - NK Vrbanja 2:1 NK Slavonac Gradište - NK Tomislav Cerna 2:2 NK Lipovac - NK Borac Drenovci 5:0 NK Mladost Vođinci - NK Bedem Ivankovo 0:2               |
| NK Vrbanja – NK Slavonac Gradište 2:1 NK Vuteks-Sloga Vukovar – NK Sloga Borovo 2:1 ↓6 NK Frankopan Rokovci-Andrijaševci – NK Nosteria Nuštar 0:1 NK Bedem Ivankovo – NK Borac Retkovci 1:0 NK Jadran Gunja – NK Mladost Vođinci 2:1 NK Borac Drenovci – NK Mladost Privlaka 2:1 ↓6 NK Zrinski Bošnjaci – NK Lipovac 3:2 NK Tomislav Cerna – HNK Vupik Vukovar 0:2 NK Hajduk Tovarnik – NK HAŠK Sokol Stari Jankovci 3:3 ↓7 | NK Slavonac Gradište – HNK Vupik Vukovar 4:1 NK Lipovac – NK Tomislav Cerna 3:0 ↓8 NK Mladost Privlaka – NK Zrinski Bošnjaci 1:3 ↓8 NK Mladost Vođinci – NK Borac Drenovci 5:2 ↓9 NK Borac Retkovci – NK Jadran Gunja 1:2 NK Nosteria Nuštar – NK Bedem Ivankovo 2:1 ↓8 NK HAŠK Sokol Stari Jankovci – NK Frankopan Rokovci-Andrijaševci 5:1 ↓8 NK Sloga Borovo – NK Hajduk Tovarnik 3:2 NK Vrbanja – NK Vuteks-Sloga Vukovar 1:1 | NK Vuteks-Sloga Vukovar - NK Slavonac Gradište 5:2 ↓10 NK Hajduk Tovarnik - NK Vrbanja 2:0 NK Frankopan Rokovci-Andrijaševci - NK Sloga Borovo 3:0 NK Bedem Ivankovo - NK HAŠK Sokol Stari Jankovci 3:0 NK Jadran Gunja - NK Nosteria Nuštar 0:0 NK Borac Drenovci - NK Borac Retkovci 4:0 ↓10 NK Zrinski Bošnjaci - NK Mladost Vođinci 3:1 NK Tomislav Cerna - NK Mladost Privlaka 0:0 HNK Vupik Vukovar - NK Lipovac 3:0                   |
| NK Slavonac Gradište G. – NK Lipovac 0:0 NK Mladost Privlaka – HNK Vupik Vukovar 1:2 NK Mladost Vođinci – NK Tomislav Cerna 2:1 NK Borac Retkovci – NK Zrinski Bošnjaci 1:2 NK Nosteria Nuštar – NK Borac Drenovci 9:1 NK HAŠK Sokol Stari Jankovci – NK Jadran Gunja 0:1 NK Sloga Borovo – NK Bedem Ivankovo 0:2 NK Vrbanja – NK Frankopan Rokovci-Andrijaševci 4:0 NK Vuteks-Sloga Vukovar – NK Hajduk Tovarnik 3:1       | NK Hajduk Tovarnik – NK Slavonac Gradište G. 1:0 NK Frankopan Rokovci-Andrijaševci – NK Vuteks-Sloga Vukovar 0:3 NK Bedem Ivankovo – NK Vrbanja 4:0 NK Jadran Gunja – NK Sloga Borovo 5:0 NK Borac Drenovci – NK HAŠK Sokol Stari Jankovci 1:0 NK Zrinski Bošnjaci – NK Nosteria Nuštar 1:1 NK Tomislav Cerna – NK Borac Retkovci 3:0 HNK Vupik Vukovar – NK Mladost Vođinci 3:1 NK Lipovac – NK Mladost Privlaka 3:3             | NK Nosteria Nuštar - NK Tomislav Cerna 5:1 NK HAŠK Sokol Stari Jankovci - NK Zrinski Bošnjaci 6:0 NK Sloga Borovo - NK Borac Drenovci 3:2 NK Vrbanja - NK Jadran Gunja 1:0 NK Vuteks-Sloga Vukovar - NK Bedem Ivankovo 2:1 NK Hajduk Tovarnik - NK Frankopan Rokovci-Andrijaševci 6:1 NK Borac Retkovci - HNK Vupik Vukovar 2:5 NK Mladost Vođinci - NK Lipovac 2:1 NK Slavonac Gradište - NK Mladost Privlaka 1:0                           |
| HNK Vupik Vukovar - NK Nosteria Nuštar 1:1 NK Tomislav Cerna - NK HAŠK Sokol Stari Jankovci 5:1 NK Zrinski Bošnjaci - NK Sloga Borovo 7:1 NK Borac Drenovci - NK Vrbanja 1:1 NK Jadran Gunja - NK Vuteks-Sloga Vukovar 1:0 NK Bedem Ivankovo - NK Hajduk Tovarnik 6:1 NK Lipovac - NK Borac Retkovci 5:2 NK Mladost Privlaka - NK Mladost Vođinci 4:1 NK Frankopan Rokovci-Andrijaševci - NK Slavonac Gradište 1:0          | NK Nosteria Nuštar - NK Lipovac 7:0 NK HAŠK Sokol Stari Jankovci - HNK Vupik Vukovar 1:1 NK Sloga Borovo - NK Tomislav Cerna 0:3 NK Vrbanja - NK Zrinski Bošnjaci 3:2 NK Vuteks-Sloga Vukovar - NK Borac Drenovci 6:1 NK Hajduk Tovarnik - NK Jadran Gunja 0:4 NK Frankopan Rokovci-Andrijaševci - NK Bedem Ivankovo 0:0 NK Borac Retkovci - NK Mladost Privlaka 2:1 NK Slavonac Gradište - NK Mladost Vođinci 0:0                | NK Mladost Privlaka - NK Nosteria Nuštar 1:1 NK Lipovac - NK HAŠK Sokol Stari Jankovci 0:0 HNK Vupik Vukovar - NK Sloga Borovo 3:0 NK Tomislav Cerna - NK Vrbanja 1:0 NK Zrinski Bošnjaci - NK Vuteks-Sloga Vukovar 4:2 NK Borac Drenovci - NK Hajduk Tovarnik 6:0 NK Jadran Gunja - NK Frankopan Rokovci-Andrijaševci 2:1 NK Mladost Vođinci - NK Borac Retkovci 1:1 NK Bedem Ivankovo - NK Slavonac Gradište 4:1                           |
| NK Nosteria Nuštar - NK Mladost Vođinci 2:2 NK HAŠK Sokol Stari Jankovci - NK Mladost Privlaka 3:0 NK Sloga Borovo - NK Lipovac 2:1 NK Vrbanja - HNK Vupik Vukovar 1:0 NK Vuteks-Sloga Vukovar - NK Tomislav Cerna 3:2 NK Hajduk Tovarnik - NK Zrinski Bošnjaci 2:0 NK Frankopan Rokovci-Andrijaševci - NK Borac Drenovci 3:1 NK Bedem Ivankovo - NK Jadran Gunja 2:1 NK Slavonac Gradište - NK Borac Retkovci 4:2          | NK Borac Retkovci - NK Nosteria Nuštar 2:2 NK Mladost Vođinci - NK HAŠK Sokol Stari Jankovci 2:0 NK Mladost Privlaka - NK Sloga Borovo 5:1 NK Lipovac - NK Vrbanja 3:1 HNK Vupik Vukovar - NK Vuteks-Sloga Vukovar 0:1 NK Tomislav Cerna - NK Hajduk Tovarnik 5:0 NK Zrinski Bošnjaci - NK Frankopan Rokovci-Andrijaševci 2:1 NK Borac Drenovci - NK Bedem Ivankovo 0:2 NK Jadran Gunja - NK Slavonac Gradište 2:1                | NK Borac Drenovci - NK Jadran Gunja 0:0 NK Zrinski Bošnjaci - NK Bedem Ivankovo 2:0 NK Tomislav Cerna - NK Frankopan Rokovci-Andrijaševci 0:0 HNK Vupik Vukovar - NK Hajduk Tovarnik 2:0 NK Lipovac - NK Vuteks-Sloga Vukovar 2:1 NK Mladost Privlaka - NK Vrbanja 1:0 NK Mladost Vođinci - NK Sloga Borovo 0:3 (awarded, originally 8:1) NK Borac Retkovci - NK HAŠK Sokol Stari Jankovci 2:0 NK Slavonac Gradište - NK Nosteria Nuštar 0:0 |
| NK HAŠK Sokol Stari Jankovci - NK Nosteria Nuštar 2:4 NK Sloga Borovo - NK Borac Retkovci 0:0 NK Vrbanja - NK Mladost Vođinci 4:1 NK Vuteks-Sloga Vukovar - NK Mladost Privlaka 5:0 NK Hajduk Tovarnik - NK Lipovac 2:0 NK Frankopan Rokovci-Andrijaševci - HNK Vupik Vukovar 0:0 NK Bedem Ivankovo - NK Tomislav Cerna 4:0 NK Jadran Gunja - NK Zrinski Bošnjaci 1:0 NK Borac Drenovci - NK Slavonac Gradište 1:0          | NK Nosteria Nuštar - NK Sloga Borovo 5:1 NK Borac Retkovci - NK Vrbanja 3:1 NK Mladost Vođinci - NK Vuteks-Sloga Vukovar 3:4 NK Mladost Privlaka - NK Hajduk Tovarnik 3:0 NK Lipovac - NK Frankopan Rokovci-Andrijaševci 0:0 HNK Vupik Vukovar - NK Bedem Ivankovo 2:2 NK Tomislav Cerna - NK Jadran Gunja 1:1 NK Zrinski Bošnjaci - NK Borac Drenovci 6:0 NK Slavonac Gradište - NK HAŠK Sokol Stari Jankovci 2:3                | NK Vrbanja - NK Nosteria Nuštar 0:0 NK Sloga Borovo - NK HAŠK Sokol Stari Jankovci 3:2 NK Vuteks-Sloga Vukovar - NK Borac Retkovci 3:1 NK Hajduk Tovarnik - NK Mladost Vođinci 4:1 NK Frankopan Rokovci-Andrijaševci - NK Mladost Privlaka 1:2 NK Bedem Ivankovo - NK Lipovac 5:0 NK Jadran Gunja - HNK Vupik Vukovar 1:1 NK Borac Drenovci - NK Tomislav Cerna 1:3 NK Zrinski Bošnjaci - NK Slavonac Gradište 3:2                           |
| NK Nosteria Nuštar - NK Vuteks-Sloga Vukovar 4:0 NK HAŠK Sokol Stari Jankovci - NK Vrbanja 3:1 NK Borac Retkovci - NK Hajduk Tovarnik 1:1 NK Mladost Vođinci - NK Frankopan Rokovci-Andrijaševci 1:1 NK Mladost Privlaka - NK Bedem Ivankovo 0:1 NK Lipovac - NK Jadran Gunja 1:3 HNK Vupik Vukovar - NK Borac Drenovci 4:1 NK Tomislav Cerna - NK Zrinski Bošnjaci 1:1 NK Slavonac Gradište - NK Sloga Borovo 4:0          | NK Hajduk Tovarnik - NK Nosteria Nuštar 1:0 NK Vuteks-Sloga Vukovar - NK HAŠK Sokol Stari Jankovci 4:1 NK Vrbanja - NK Sloga Borovo 3:0 NK Frankopan Rokovci-Andrijaševci - NK Borac Retkovci 1:1 NK Bedem Ivankovo - NK Mladost Vođinci 4:0 NK Jadran Gunja - NK Mladost Privlaka 2:0 NK Borac Drenovci - NK Lipovac 3:2 NK Zrinski Bošnjaci - HNK Vupik Vukovar 3:2 NK Tomislav Cerna - NK Slavonac Gradište 2:1                | NK Nosteria Nuštar - NK Frankopan Rokovci-Andrijaševci 2:0 NK HAŠK Sokol Stari Jankovci - NK Hajduk Tovarnik 2:1 NK Sloga Borovo - NK Vuteks-Sloga Vukovar 0:4 NK Borac Retkovci - NK Bedem Ivankovo 0:2 NK Mladost Vođinci - NK Jadran Gunja 1:3 NK Mladost Privlaka - NK Borac Drenovci 2:1 NK Lipovac - NK Zrinski Bošnjaci 0:3 HNK Vupik Vukovar - NK Tomislav Cerna 1:0 NK Slavonac Gradište - NK Vrbanja 3:2                           |
| NK Bedem Ivankovo - NK Nosteria Nuštar 2:0 NK Frankopan Rokovci-Andrijaševci - NK HAŠK Sokol Stari Jankovci 4:1 NK Hajduk Tovarnik - NK Sloga Borovo 11:0 NK Vuteks-Sloga Vukovar - NK Vrbanja 2:0 NK Jadran Gunja - NK Borac Retkovci 5:0 NK Borac Drenovci - NK Mladost Vođinci 5:1 NK Zrinski Bošnjaci - NK Mladost Privlaka 2:1 NK Tomislav Cerna - NK Lipovac 4:0 HNK Vupik Vukovar - NK Slavonac Gradište 2:0         | NK Nosteria Nuštar - NK Jadran Gunja 0:0 NK HAŠK Sokol Stari Jankovci - NK Bedem Ivankovo 0:0 NK Sloga Borovo - NK Frankopan Rokovci-Andrijaševci 0:1 NK Vrbanja - NK Hajduk Tovarnik 0:4 NK Borac Retkovci - NK Borac Drenovci 2:3 NK Mladost Vođinci - NK Zrinski Bošnjaci 3:1 NK Mladost Privlaka - NK Tomislav Cerna 1:0 NK Lipovac - HNK Vupik Vukovar 0:0 NK Slavonac Gradište - NK Vuteks-Sloga Vukovar 1:0                | NK Borac Drenovci - NK Nosteria Nuštar 2:2 NK Jadran Gunja - NK HAŠK Sokol Stari Jankovci 4:0 NK Bedem Ivankovo - NK Sloga Borovo 4:0 NK Frankopan Rokovci-Andrijaševci - NK Vrbanja 1:1 NK Hajduk Tovarnik - NK Vuteks-Sloga Vukovar 2:1 NK Zrinski Bošnjaci - NK Borac Retkovci 3:0 NK Tomislav Cerna - NK Mladost Vođinci 5:0 HNK Vupik Vukovar - NK Mladost Privlaka 1:3 NK Lipovac - NK Slavonac Gradište 5:2                           |
| NK Nosteria Nuštar - NK Zrinski Bošnjaci 2:1 NK HAŠK Sokol Stari Jankovci - NK Borac Drenovci 1:0 NK Sloga Borovo - NK Jadran Gunja 1:5 NK Vrbanja - NK Bedem Ivankovo 1:5 NK Vuteks-Sloga Vukovar - NK Frankopan Rokovci-Andrijaševci 0:0 NK Borac Retkovci - NK Tomislav Cerna 2:5 NK Mladost Vođinci - HNK Vupik Vukovar 2:4 NK Mladost Privlaka - NK Lipovac 2:0 NK Slavonac Gradište - NK Hajduk Tovarnik 0:0          | NK Tomislav Cerna - NK Nosteria Nuštar 0:3 NK Zrinski Bošnjaci - NK HAŠK Sokol Stari Jankovci 3:3 NK Borac Drenovci - NK Sloga Borovo 5:2 NK Jadran Gunja - NK Vrbanja 7:1 NK Bedem Ivankovo - NK Vuteks-Sloga Vukovar 2:1 NK Frankopan Rokovci-Andrijaševci - NK Hajduk Tovarnik 1:0 HNK Vupik Vukovar - NK Borac Retkovci 5:0 NK Lipovac - NK Mladost Vođinci 2:1 NK Mladost Privlaka - NK Slavonac Gradište 2:1                | NK Nosteria Nuštar - HNK Vupik Vukovar 4:1 NK HAŠK Sokol Stari Jankovci - NK Tomislav Cerna 4:1 NK Sloga Borovo - NK Zrinski Bošnjaci 3:3 NK Vrbanja - NK Borac Drenovci 0:0 NK Vuteks-Sloga Vukovar - NK Jadran Gunja 2:2 NK Hajduk Tovarnik - NK Bedem Ivankovo 1:3 NK Borac Retkovci - NK Lipovac 1:2 NK Mladost Vođinci - NK Mladost Privlaka 4:1 NK Slavonac Gradište - NK Frankopan Rokovci-Andrijaševci 2:1                           |
| NK Lipovac - NK Nosteria Nuštar 1:3 HNK Vupik Vukovar - NK HAŠK Sokol Stari Jankovci 0:0 NK Tomislav Cerna - NK Sloga Borovo 6:2 NK Zrinski Bošnjaci - NK Vrbanja 2:3 NK Borac Drenovci - NK Vuteks-Sloga Vukovar 2:2 NK Jadran Gunja - NK Hajduk Tovarnik 5:1 NK Bedem Ivankovo - NK Frankopan Rokovci-Andrijaševci 5:1 NK Mladost Privlaka - NK Borac Retkovci 7:1 NK Mladost Vođinci - NK Slavonac Gradište 3:0          | NK Nosteria Nuštar - NK Mladost Privlaka 5:0 NK HAŠK Sokol Stari Jankovci - NK Lipovac 4:3 NK Sloga Borovo - HNK Vupik Vukovar 1:5 NK Vrbanja - NK Tomislav Cerna 3:3 NK Vuteks-Sloga Vukovar - NK Zrinski Bošnjaci 4:1 NK Hajduk Tovarnik - NK Borac Drenovci 4:2 NK Frankopan Rokovci-Andrijaševci - NK Jadran Gunja 0:2 NK Borac Retkovci - NK Mladost Vođinci 1:3 NK Slavonac Gradište - NK Bedem Ivankovo 1:0                | NK Mladost Vođinci - NK Nosteria Nuštar 1:6 NK Mladost Privlaka - NK HAŠK Sokol Stari Jankovci 3:2 NK Lipovac - NK Sloga Borovo 1:1 HNK Vupik Vukovar - NK Vrbanja 4:1 NK Tomislav Cerna - NK Vuteks-Sloga Vukovar 1:3 NK Zrinski Bošnjaci - NK Hajduk Tovarnik 2:0 NK Borac Drenovci - NK Frankopan Rokovci-Andrijaševci 4:0 NK Jadran Gunja - NK Bedem Ivankovo 1:1 NK Borac Retkovci - NK Slavonac Gradište 8:1                           |
| NK Nosteria Nuštar - NK Borac Retkovci 11:0 NK HAŠK Sokol Stari Jankovci - NK Mladost Vođinci 4:6 NK Sloga Borovo - NK Mladost Privlaka 3:4 NK Vrbanja - NK Lipovac 5:0 NK Vuteks-Sloga Vukovar - HNK Vupik Vukovar 1:1 NK Hajduk Tovarnik - NK Tomislav Cerna 2:1 NK Frankopan Rokovci-Andrijaševci - NK Zrinski Bošnjaci 0:0 NK Bedem Ivankovo - NK Borac Drenovci 7:0 NK Slavonac Gradište - NK Jadran Gunja 1:1         | | |